# Xã Paris, Quận Linn, Kansas
Xã Paris (tiếng Anh: Paris Township) là một xã thuộc quận Linn, tiểu bang Kansas, Hoa Kỳ. Năm 2010, dân số của xã này là 567 người.